# Meldon (Devon)
Meldon – wieś w Anglii, w hrabstwie Devon, w dystrykcie West Devon. Leży 37 km na zachód od miasta Exeter i 289 km na zachód od Londynu.